# NGC 7188
NGC 7188 é uma galáxia espiral barrada (SBbc) localizada na direcção da constelação de Aquarius. Possui uma declinação de -20° 19' 03" e uma ascensão recta de 22 horas, 03 minutos e 29,0 segundos.
A galáxia NGC 7188 foi descoberta em 1886 por Frank Leavenworth.